# Siegfried Cruden
Siegfried Cruden (* 28. November 1959) ist ein ehemaliger surinamischer Sprinter.
Er trat bei den Olympischen Sommerspielen 1984 in Los Angeles an. Im Wettbewerb über 400 und 800 Meter schied er jeweils in der Vorrunde aus.
Er war auch Fahnenträger der surinamischen Mannschaft bei der Eröffnungszeremonie.